# Nibiru

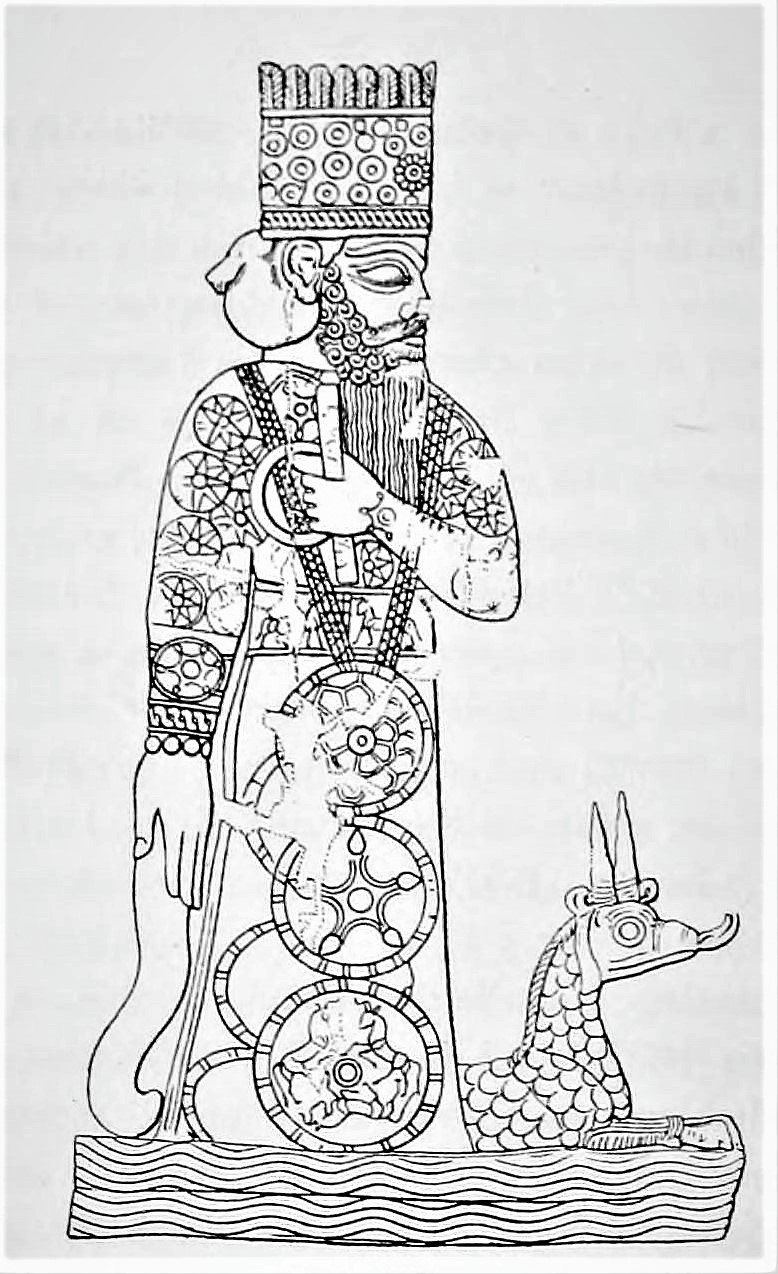
Marduk, bůh ztotožňovaný s Nibiru

Nibiru, přesněji nēberu, též nēbaru, nēperu, je sumersko-akkadský výraz ve významu „přívoz, brod, přechod, křížení“, který byl také užíván v astronomii, pro planetu Jupiter, v jednom případě i pro Merkur, nespecifikovanou hvězdu či jako jméno pro boha Marduka. V případech, kdy je chápáno jako nebeský objekt, kolísá jeho popis mezi stálicí a planetou.
V akkadském kosmogonickém textu Enúma eliš je Nibiru jedním z jmen Marduka a zdá se, že Nibiru hraje nějakou zvláštní roli v určování drah planet. Na tabulce zvané Astrolabe B je Nibiru označováno za „rudou hvězdu“, podle tabulky MUL.APIN je světlo hvězdy Nibiru-Marduk-Jupiter mdlé a rozděluje nebe vedví. Kromě toho je Nibiru zmiňován v astronomické literatuře jako pouhá položka v seznamu hvězd.

## Pseudověda
Záhadolog a pseudohistorik Zecharia Sitchin v roce 1976 ve své knize Dvanáctá planeta uvedl, že v sumerských textech se objevuje dvanáctá planeta zvaná Nibiru, která obíhá Slunce po dlouhé eliptické dráze, přičemž jeden oběh trvá 3 600 let. Obyvatele této planety ztotožnil s mezopotámskou skupinou božstev zvaných Anunnaki, kteří stvořili hybridy mezi vlastním druhem a Homo erectus – Homo sapiens, jehož účelem byla těžba zlata na Zemi. Sitchinova tvrzení později dala vzniknout konspiračním teoriím o tom, že NASA skrývá důkazy o existenci planety a že se má vrátit v květnu 2003. Nibiru bylo některými záhadology ztotožňováno s hypotetickou Planetou X.
Proti Sitchinově hypotéze lze uvést například fakt, že Nibiru v Enuma eliš nikam nepřechází, ale samo je místem, kde k přechodu dochází. Z toho důvodu nemůže Nibiru křížit dráhy ostatních planet. Mezopotámští astronomové navíc neznali planet dvanáct, ale sedm. S údajnou excentrickou dráhou planety se také rozchází fakt, že má být viditelná každoročně.